# فلورنس کازومبا
فلورنس کازومبا (انگلیسی: Florence Kasumba؛ زادهٔ ۲۶ اکتبر ۱۹۷۶) یک هنرپیشه اهل آلمان است.
او در فیلم‌های زیر نقش «آیو» را بازی کرده‌است:
- کاپیتان آمریکا: جنگ داخلی (۲۰۱۶)
- پلنگ سیاه (۲۰۱۸)
- انتقام‌جویان: جنگ ابدیت (۲۰۱۸)

آیو یکی از اعضای ارشد بریگاد «دورا میلاژ» است.